# Atrichopogon falcatus
Atrichopogon falcatus är en tvåvingeart som beskrevs av Boesel 1973. Atrichopogon falcatus ingår i släktet Atrichopogon och familjen svidknott.
Artens utbredningsområde är Michigan. Inga underarter finns listade i Catalogue of Life.